# John Siegal
John Walter Siegal (* 15. Mai 1918 in Larksville, Pennsylvania; † 27. Mai 2015 in Harveys Lake, Pennsylvania) war ein US-amerikanischer American-Football-Spieler und Zahnarzt. Er spielte als Defensive End und End in der National Football League (NFL) bei den Chicago Bears und gewann mit ihnen drei Mal die Meisterschaft in der NFL.

## Spielerlaufbahn
John Siegal studierte von 1935 bis 1938 an der Columbia University und spielte dort als Defensive End und End College Football. Im selben Team spielte auch sein späterer Mitspieler in der NFL, Sid Luckman. Siegal wurde 1939 von den Brooklyn Dodgers in der 17. Runde an 155. Stelle gedraftet und noch vor dem Start der Saison an die Chicago Bears abgegeben. Zusammen mit Luckman schloss er sich dem von George Halas trainierten Team aus Chicago an. Sein Arbeitgeber bezahlte ihm ein Salär von 69 US-Dollar pro Spiel.
Die Bears hatten bereits Spitzenspieler wie Joe Stydahar und Bill Osmanski in ihren Reihen; weitere Spitzenspieler wie Ken Kavanaugh oder George McAfee kamen vor der Saison 1940 hinzu. In diesem Jahr gewann Siegal mit den Bears seinen ersten Meistertitel. Im Endspiel blieben die Washington Redskins, die Mannschaft von Trainer Ray Flaherty, ohne Chance und wurden mit 73:0 geschlagen. Im nächsten Jahr konnten die Bears ihren Titel verteidigen. Endspielgegner waren die von Steve Owen betreuten New York Giants. Lediglich in der ersten Halbzeit zeigten sich die Giants als gleichwertiger Gegner, verloren aber letztendlich deutlich mit 37:9. Siegal konnte in dem Spiel einen Pass von Luckman zu einem Raumgewinn von 26 Yards verwerten.
Im Jahr 1942 übernahm im Laufe der Saison Hunk Anderson das Traineramt bei den Bears. Die Mannschaft blieb ein Spitzenteam und überstand die Regular Season 1942 ungeschlagen. Die Mannschaft verlor allerdings das Endspiel gegen die Redskins mit 7:14. Siegal fing in diesem Spiel zwei Pässe. In der Saison 1943 spielte Siegal nur noch dreimal für die Bears. Seine Mannschaft stand zum vierten Mal in Folge im Meisterschaftsspiel und gewann gegen den Dauerrivalen aus Washington, D.C. mit 41:21. Siegal beendete nach der Saison seine Spielerlaufbahn.

## Nach der Spielerlaufbahn
Noch während seiner Spielerlaufbahn studierte Siegal Zahnmedizin an der Northwestern University. Er arbeitete danach als Zahnarzt in der US Navy und betrieb später eine Zahnarztpraxis in Plymouth, Pennsylvania. John Siegal ist auf dem Saint Casimirs Lithuanian R. C. Cemetery in Muhlenburg, Pennsylvania, beerdigt.

## Ehrungen
John Siegal spielte dreimal im Pro Bowl, dem Abschlussspiel der besten Spieler einer Saison.